# Оффенау
Оффенау (нім. Offenau) — громада в Німеччині, знаходиться в землі Баден-Вюртемберг. Підпорядковується адміністративному округу Штутгарт. Входить до складу району Гайльбронн.
Площа — 5,66 км2. Населення становить 3002 ос. (станом на 31 грудня 2020).